# Ancistrochelifer
Genre
Ancistrochelifer est un genre de pseudoscorpions de la famille des Cheliferidae.

## Distribution
Les espèces de ce genre se rencontrent en Asie du Sud-Est et en Asie du Sud.

## Liste des espèces
Selon Pseudoscorpions of the World (version 3.0) :
- Ancistrochelifer agniae Beier, 1951
- Ancistrochelifer orientalis (Beier, 1967)
- Ancistrochelifer tuberculatus Beier, 1951

## Publication originale
- Beier, 1951 : Die Pseudoscorpione Indochinas. Mémoires du Muséum National d'Histoire Naturelle, Paris, nouvelle série, vol. 1, p. 47-123.